# Чайка, Григорий
Григорий Чайка (189? — после 1930) — анархист, участник махновского движения.

## Биография
Григорий родился в конце XIX столетия в крестьянской семье в селе Поповка Александровского уезда Екатеринославской губернии.
С 1919 года был командиром 1-го Советского полка в Красной армии.
В мае 1919 года присоединился к махновцам. С сентября 1919 года командир полка 4-го Крымского корпуса и командир отряда Таврической группы Павловского.
В 1920 года сдался по амнистии.
В середине 20-х годов Григорий был главой сельсовета Гуляйполя.
На 1930 год жив.